# Пилад
Пилад (на старогръцки: Πυλάδης; на латински: Pylades) в древногръцката митология е син на Строфий, цар на Фокида и съпругата му Анаксибия (наричана също Кидрагора или Астиоха), дъщеря на Атрей, сестрата на Агамемнон и Менелай. Внук е на цар Фок.
Той е верен приятел и придружител на младия Орест, който расте заедно с него. По-късно той се жени за сестра му Електра от Микена и има с нея синовете Медон и Строфий.
Когато Орест отмъщава за баща си, Пилад убива синовете на Навплий.
В епосите на Омир той не е споменат. При Есхил (Choephoren) и Еврипид (Orestes) той играе голяма роля.

- Пилад (дясно), червена ваза хидрия ок. 330 пр.н.е.
- Орест и Пилад, 330 – 320 пр.н.е., Лувър